# Marshalltown
Marshalltown és una població dels Estats Units a l'estat d'Iowa. Segons el cens del 2000 tenia 26.009 habitants.

## Demografia
Segons el cens del 2000, Marshalltown tenia 26.009 habitants, 10.175 habitatges, i 6.593 famílies. La densitat de població era de 557 habitants/km².
Dels 10.175 habitatges en un 30% hi vivien nens de menys de 18 anys, en un 50,5% hi vivien parelles casades, en un 10,8% dones solteres, i en un 35,2% no eren unitats familiars. En el 29,7% dels habitatges hi vivien persones soles el 13,5% de les quals corresponia a persones de 65 anys o més que vivien soles. El nombre mitjà de persones vivint en cada habitatge era de 2,44 i el nombre mitjà de persones que vivien en cada família era de 3,02.
Per edats la població es repartia de la següent manera: un 24,5% tenia menys de 18 anys, un 8,9% entre 18 i 24, un 26% entre 25 i 44, un 23% de 45 a 60 i un 17,6% 65 anys o més.
L'edat mediana era de 38 anys. Per cada 100 dones de 18 o més anys hi havia 95,3 homes.
La renda mediana per habitatge era de 35.688 $ i la renda mediana per família de 45.315 $. Els homes tenien una renda mediana de 32.800 $ mentre que les dones 23.835 $. La renda per capita de la població era de 19.113 $. Entorn del 8,8% de les famílies i el 12,5% de la població estaven per davall del llindar de pobresa.

## Poblacions més properes
El següent diagrama mostra les poblacions més properes.

## Personalitats il·lustres
- Jean Seberg. Actriu.